# Brachymesia furcata
Espèce
Brachymesia furcata est une espèce de libellule dans la famille des Libellulidae.